# 雷莫司琼
雷莫司琼（INN：ramosetron），或译拉莫司琼，是一种血清素5-HT3受体拮抗剂，用于治疗恶心和呕吐。雷莫司琼还适用于治疗以腹泻为主的肠易激综合征。